# 奚岡

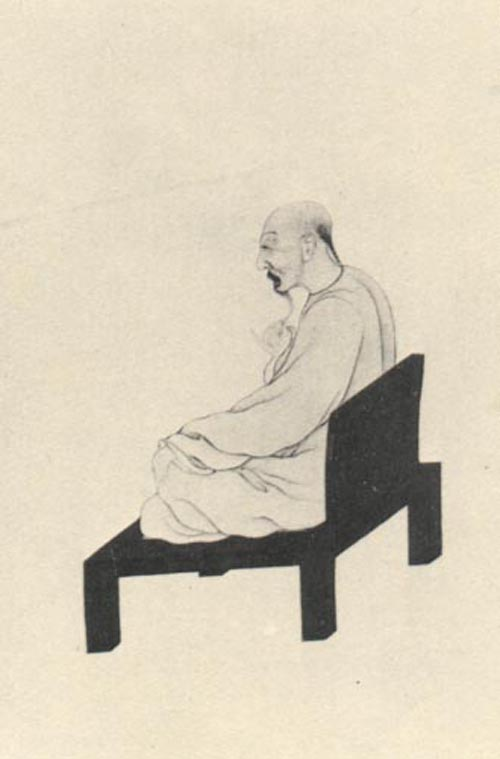
《清代學者象傳》之奚岡像

奚岡（1746年—1803年），原名鋼，字鐵生、純章，号蘿龕、蝶野子，别號鶴渚生、蒙泉外史、蒙道士、奚道士、散木居士、冬花庵主，安徽歙縣人，清代篆刻家、書畫家。

## 生平

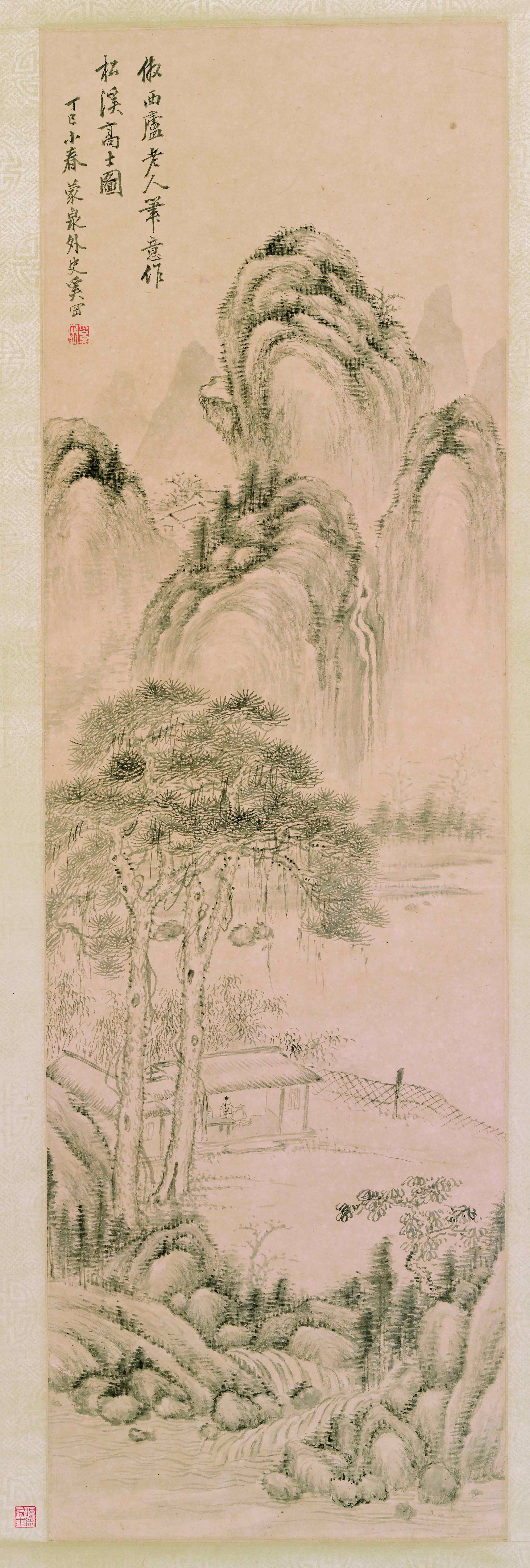
松溪高士图

乾隆十一年（1746年）生，從小隨父親寓居錢塘（今杭州），因排行第九，人呼為奚九。畫家華喦的弟子，擅長書法，繪畫、篆刻，山水畫學董其昌、李流芳，錢泳《履園畫學》：“近日杭人言書法者，必宗山舟（梁同書）。言畫學者，必宗鐵生（奚岡），此亦一時好尚。”，與方薰、湯貽汾、戴熙馳譽乾隆間，世稱“方奚湯戴”。
篆刻“拙中求放，方中求圓”，開創了浙派陽剛一路。與丁敬、蔣仁、黃易齊名，為「西泠八家」之一。性情豁達耿直，有權貴求畫，如其人品低下，往往拒絕。著有《冬花庵燼馀稿》。 
嘉慶八年（1803年）卒。 